# Železniška postaja Gornja Radgona
Železniška postaja Gornja Radgona je ena izmed železniških postaj v Sloveniji, ki oskrbuje bližnje naselje Gornja Radgona.